# Седлець (Бохенський повіт)
Седлець (пол. Siedlec) — село в Польщі, у гміні Бохня Бохенського повіту Малопольського воєводства.
Населення — 832 особи (2011).
У 1975-1998 роках село належало до Тарновського воєводства.

## Демографія
Демографічна структура станом на 31 березня 2011 року:
|          | Загалом | Допрацездатний вік | Працездатний вік | Постпрацездатний вік |
| -------- | ------- | ------------------ | ---------------- | -------------------- |
| Чоловіки | 422     | 108                | 282              | 32                   |
| Жінки    | 410     | 95                 | 254              | 61                   |
| Разом    | 832     | 203                | 536              | 93                   |